# Skupnost cestnih podjetij Slovenije
Die Skupnost cestnih podjetij Slovenije, deutsch Gemeinschaft der Straßenverkehrsunternehmen Sloweniens, war von 1961 bis 1971 die Straßenverwaltungsgesellschaft Sloweniens und wurde danach durch die Republiška skupnost za ceste Slovenije ersetzt.